# Stor grynskivling
Stor grynskivling (Cystodermella adnatifolia) är en svampart som först beskrevs av Peck, och fick sitt nu gällande namn av Harmaja 2002. Enligt Catalogue of Life ingår Stor grynskivling i släktet Cystodermella,  och familjen Agaricaceae, men enligt Dyntaxa är tillhörigheten istället släktet Cystodermella,  och familjen Squamanitaceae. Arten är reproducerande i Sverige. Inga underarter finns listade i Catalogue of Life.